# یاناپاچا
یاناپاچا (به اسپانیایی: Yanapaccha) یک کوه در پرو است که در Peru, Ancash Region واقع شده‌است. یاناپاچا ۵٬۴۶۰ متر بالاتر از سطح دریا واقع شده‌است.